# ALKBH6
ALKBH6 (англ. AlkB homolog 6) – білок, який кодується однойменним геном, розташованим у людей на довгому плечі 19-ї хромосоми. Довжина поліпептидного ланцюга білка становить 238 амінокислот, а молекулярна маса — 26 483.
| 10         |  | 20         |  | 30         |  | 40         |  | 50         |
| ---------- |  | ---------- |  | ---------- |  | ---------- |  | ---------- |
| MEEQDARVPA |  | LEPFRVEQAP |  | PVIYYVPDFI |  | SKEEEEYLLR |  | QVFNAPKPKW |
| TQLSGRKLQN |  | WGGLPHPRGM |  | VPERLPPWLQ |  | RYVDKVSNLS |  | LFGGLPANHV |
| LVNQYLPGEG |  | IMPHEDGPLY |  | YPTVSTISLG |  | SHTVLDFYEP |  | RRPEDDDPTE |
| QPRPPPRPTT |  | SLLLEPRSLL |  | VLRGPAYTRL |  | LHGIAAARVD |  | ALDAASSPPN |
| AAACPSARPG |  | ACLVRGTRVS |  | LTIRRVPRVL |  | RAGLLLGK   |  |            |

A: Аланін

C: Цистеїн

D: Аспарагінова кислота

E: Глутамінова кислота

F: Фенілаланін

G: Гліцин

H: Гістидин

I: Ізолейцин

K: Лізин

L: Лейцин

M: Метіонін

N: Аспарагін

P: Пролін

Q: Глутамін

R: Аргінін

S: Серин

T: Треонін

V: Валін

W: Триптофан

Кодований геном білок за функцією належить до оксидоредуктаз. 
Задіяний у такому біологічному процесі, як альтернативний сплайсинг. 
Білок має сайт для зв'язування з іонами металів, іоном заліза. 
Локалізований у цитоплазмі, ядрі.